# Sevilleja de la Jara
Sevilleja de la Jara ist ein Ort und eine zentralspanische Gemeinde (municipio) mit 620 Einwohnern (Stand: 2024) in der Provinz Toledo in der Autonomen Gemeinschaft Kastilien-La Mancha. Zur Gemeinde gehören neben dem Hauptort Sevilleja de la Jara die Ortschaften Gargantilla, Minas de Santa Quiteria und Puerto Rey.

## Lage und Klima
Sevilleja de la Jara liegt am Nordrand der Montes de Toledo gut 100 km (Fahrtstrecke) westsüdwestlich von Toledo in einer Höhe von ca. 665 m. Der Fluss Tajo begrenzt die Gemeinde im Westen und Nordwesten. Das Klima im Winter ist rau, im Sommer dagegen trocken und warm; der eher Regen (ca. 599 mm/Jahr) fällt – mit Ausnahme der trockenen Sommermonate – übers Jahr verteilt.

## Bevölkerungsentwicklung
| Jahr      | 1970 | 1981 | 1991 | 2001 | 2011 | 2021 |
| Einwohner | 2073 | 1378 | 1204 | 1047 | 853  | 640  |

Aufgrund der Mechanisierung der Landwirtschaft und der Aufgabe von bäuerlichen Kleinbetrieben ist die Einwohnerzahl der Gemeinde seit der Mitte des 20. Jahrhunderts zurückgegangen.

## Sehenswürdigkeiten

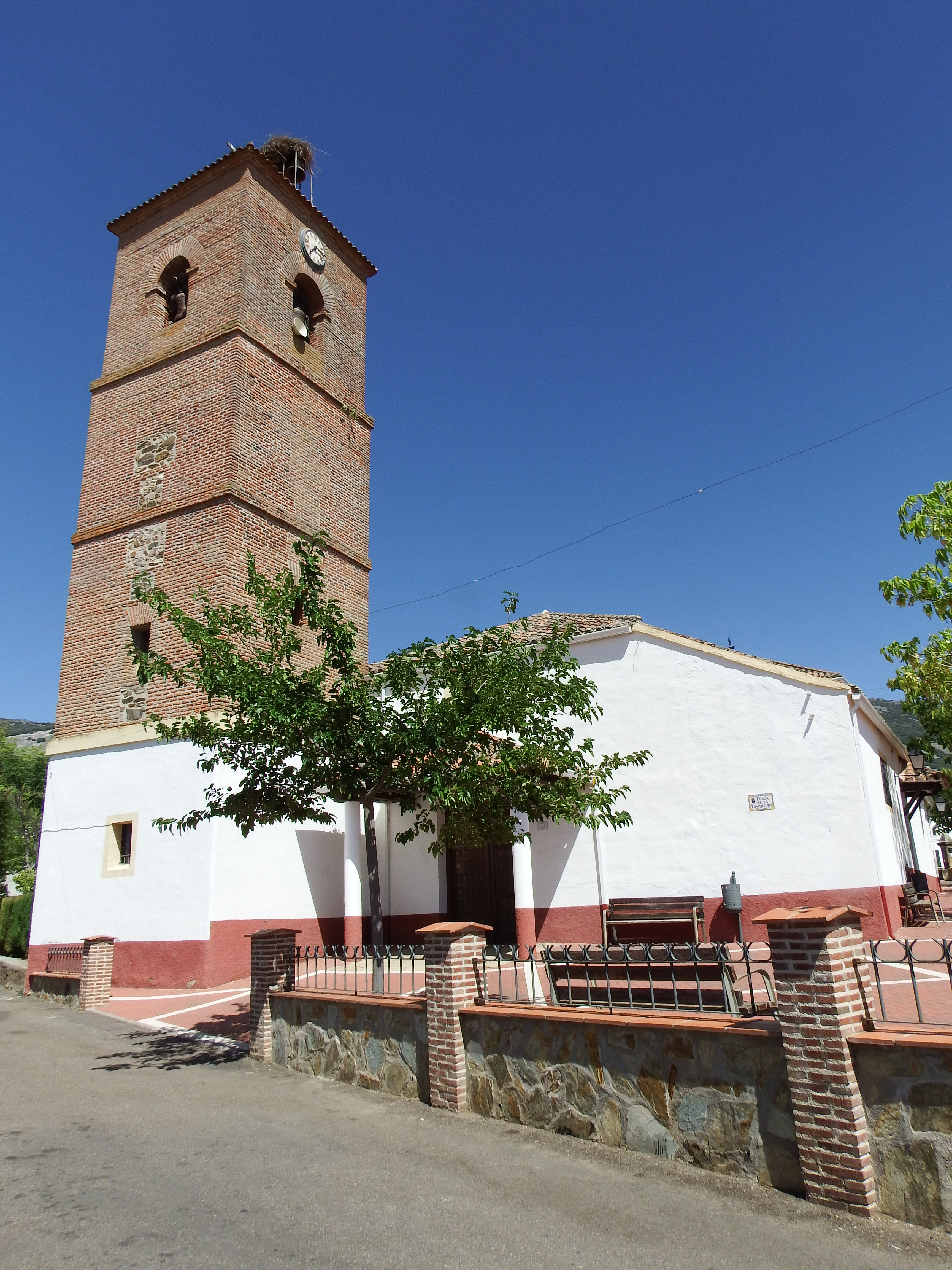
Kirche
- Christuskapelle
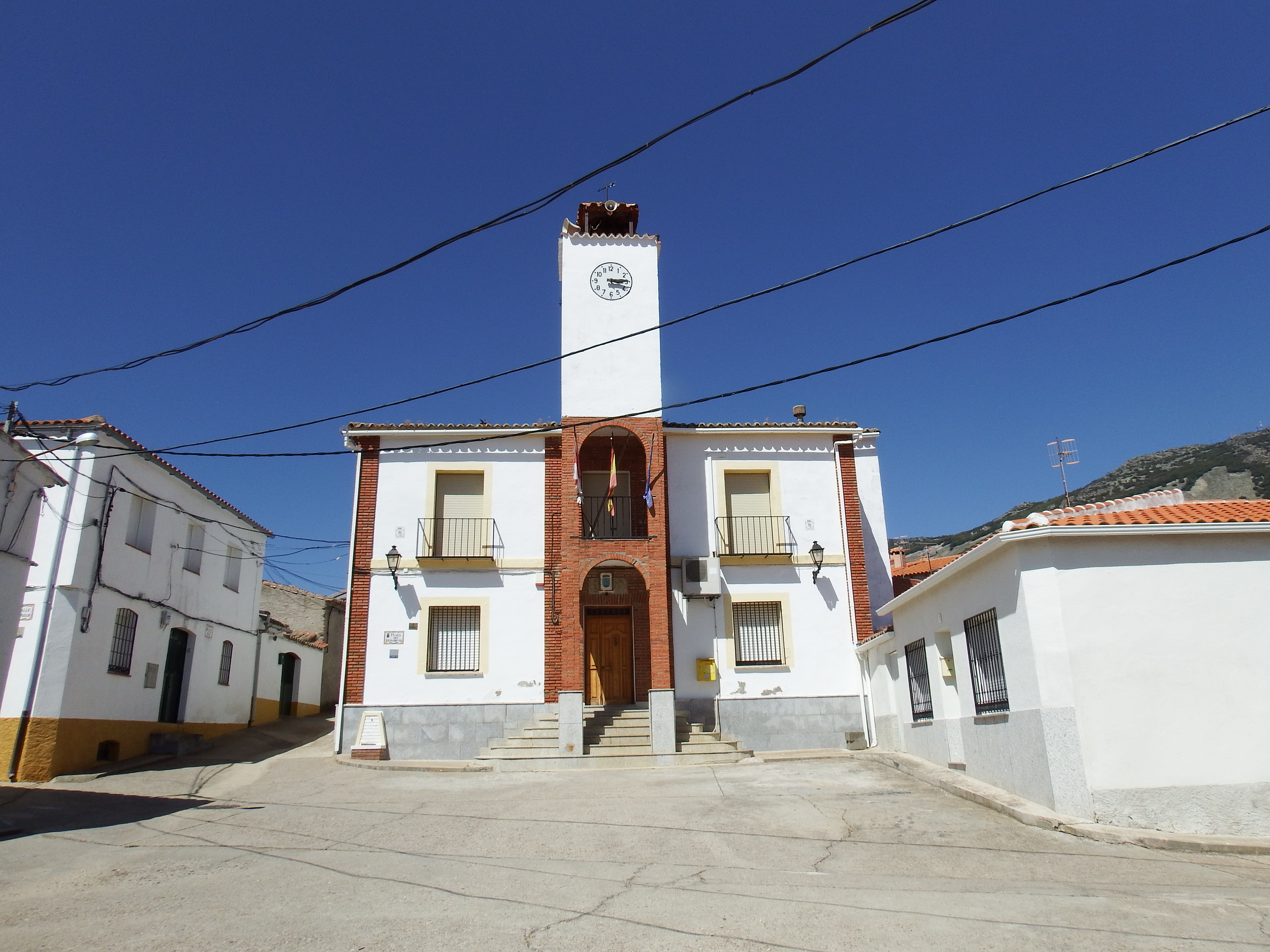
Rathaus

- Kirche
- Rathaus